# Logan Act
Pour les articles homonymes, voir Logan.
Lire en ligne

(en) Texte de la loi de 1799

Le Logan Act est une loi qui a été votée par le 5e congrès des États-Unis qui interdit la négociation par des citoyens américains non autorisés avec des gouvernements étrangers. Elle a été signée par le président John Adams le 30 janvier 1799.
La violation de cette loi est considérée comme un crime sérieux. Elle a été adoptée à la suite des négociations non autorisées de George Logan (en) avec la France en 1798 et a été modifiée pour la dernière fois en 1994.
Jusqu'à aujourd'hui, seuls deux américains ont été inculpés pour avoir prétendument violé la loi, mais aucun d'entre eux n'a été condamné.

## Histoire
En 1778, la France s'allie aux treize colonies américaines et fournit une aide précieuse qui est essentielle au succès de la Révolution américaine. Pourtant, les relations entre les administrations américaines et les différents gouvernements français durant la Révolution française se sont rapidement tendues.
Alors que la France passe de l'Ancien régime à la Révolution française en se tournant vers les États-Unis pour solliciter leur aide, le président américains George Washington souhaite mener une politique de neutralité entre les belligérants européens qui tentent d'étouffer la révolution française.
Au même moment, le secrétaire au Trésor américain Alexander Hamilton cherche à resserrer les liens diplomatiques entre son pays et la Grande-Bretagne. Quand les États-Unis signent le Traité de Londres avec la Grande-Bretagne en 1795, le gouvernement français au pouvoir, estimant qu'il s'agissait d'une violation du Traité d'alliance de 1778, répond immédiatement en autorisant le pillage des navires marchands américains,.
En 1797, le président américain John Adams envoie trois de ses ministres John Marshall, Charles C. Pinckney et Elbridge Gerry comme diplomates en France pour régler les problèmes qui existent entre les deux pays et pour signer un accord commercial pour protéger ses bateaux,. La mission échoue, la délégation est humiliée par l'affaire XYZ, ce qui a pour effet de dégrader une fois de plus les relations diplomatiques entre les États-Unis et le Directoire français,. L'échec a suscité des sentiments anti-français forts aux États-Unis au point où des préparatifs de guerre ont été entamés par le Congrès, donnant lieu à la « Quasi-guerre ».
C'est en constatant cette situation critique que George Logan décide de tenter de régler les problèmes diplomatiques pour éviter une guerre par ses propres moyens. Il embarque pour la France en tant que simple citoyen le 12 juin 1798 et son arrivée est saluée par les journaux français, au point où il est alors reçu par le ministre des Relations extérieures Charles-Maurice de Talleyrand-Périgord, nommé Talleyrand.
Comme signe de reconnaissance, le Directoire français souhaite apaiser les tensions et publie un décret qui lève l'embargo sur les navires marchands américains. Néanmoins, la réaction est plus nuancée quand Logan retourne dans son pays d'origine. En effet, le secrétaire d'état américain Timothy Pickering affirme que le décret français n'est « qu'une illusion ». George Washington quant à lui, prédécesseur de John Adams, désavoue les actions de Logan.
C'est à ce moment-là que le Congrès décide d'agir et de prendre des mesures pour mettre fin à « la témérité et à l'impertinence des individus qui s'ingèrent dans les affaires publiques entre la France et les Etats-Unis ». Roger Griswold (en) écrit alors une résolution qui va dans ce sens et présente le 7 janvier 1799 à la Chambre un projet de loi fondé sur cette résolution.
La Chambre des représentants adopte le projet de loi le 17 janvier 1799 suivi du Sénat le 25 janvier 1799. Le texte devient officiellement une loi lors de la signature de John Adams le 30 janvier 1799.  Le texte n'a depuis pas subi de des modifications importantes depuis sa promulgation initiale.

## Utilisation récente
Le Logan Act est évoqué pour critiquer l'action de Michael Flynn auquel il est reproché d'avoir négocié avec le gouvernement russe au nom de l'administration Trump, à un moment où ce dernier n'avait aucune fonction officielle. Cette affaire a conduit à la démission de l'intéressé.